# Square Rosalind-Franklin
Le square Rosalind-Franklin, anciennement square Félix-Faure, est un square du 15e arrondissement de Paris, dans le quartier Javel.

## Situation et accès
Il occupe l'angle entre la rue de Lourmel et l'avenue Félix-Faure, à la sortie du métro.
Le site est accessible par le 167, rue de Lourmel.
Il est desservi par la ligne 8 à la station Lourmel.

## Origine du nom
Il rend hommage à Rosalind Franklin (1920-1958), biologiste britannique qui participa à la découverte de la structure ADN.

## Historique
D'une superficie de 249 m2, il a été créé en 1938.

## Activités
Du fait de sa superficie réduite et de la proximité de nombreux espaces verts, le square ne comporte que trois balançoires à ressort et un bac à sable. Il est très peu fréquenté.